# 클린 (모스크바주)

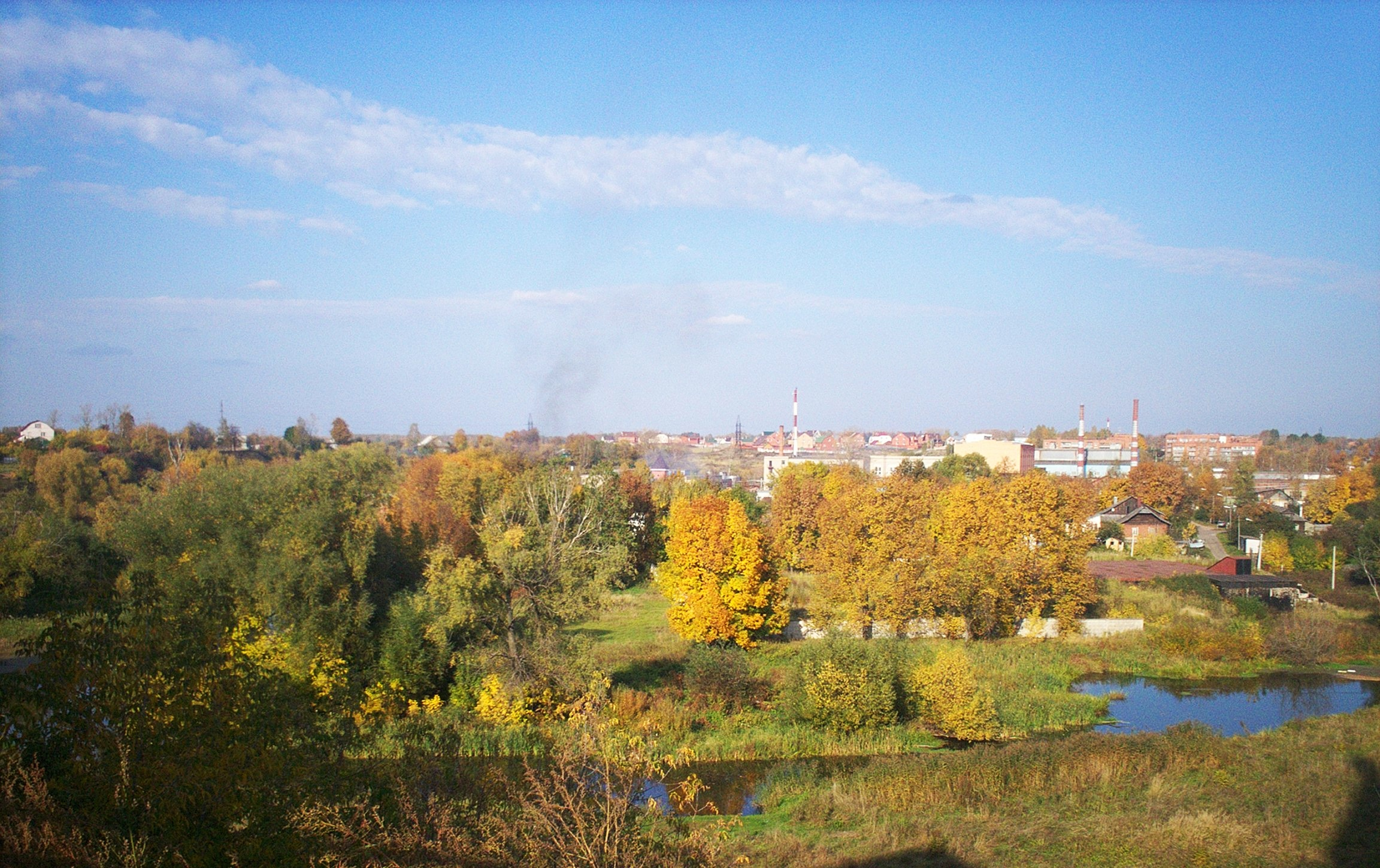

클린 (Клин)은 모스크바주에 위치한 도시이고, 모스크바에서 북서쪽으로 85km에 위치하고 있다.
인구는 8만3,200명(2003년; 1992년 — 9만5,100명, 1972년 — 8,400명, 1939년 — 2,800명, 1897년 — 510명)이다.

## 자매 도시
- 핀란드 라펜란타
- 체코 베네쇼프
- 프랑스 오를리
- 중화인민공화국 메이산 시
- 벨라루스 Krychaw
- 벨라루스 Byerazino